# Ruhrstahl SD 1400 X
Ruhrstahl SD 1400 X (inne oznaczenia X-1, Fritz X, FX-1400, PC 1400 X) – niemiecka bomba kierowana przeznaczona do zwalczania silnie opancerzonych okrętów. Bomba była zrzucana z bombowca i zdalnie kierowana radiowo. Po raz pierwszy została użyta bojowo w 1943, zatopiono nią między innymi włoski pancernik „Roma” oraz brytyjski krążownik lekki HMS „Spartan”, ciężko uszkodzono między innymi pancernik HMS „Warspite”.
Rozpoczęcie w nazistowskich Niemczech prac nad lotniczym uzbrojeniem kierowanym było wynikiem doświadczeń z działań Luftwaffe w Hiszpanii. Wykazały one potrzebę posiadania broni umożliwiającej precyzyjne bombardowanie niewielkich celów, w tym okrętów. Pierwsze udane próby bomb wagomiaru 250 kg wyposażonych w aparaturę sterującą odbyły się w 1939. Później aparaturę taką połączono z bombą przeciwpancerną PC 1400. Po kilku latach testów w 1943 kierowana bomba wagomiaru 1400 kg została przyjęta do uzbrojenia. Przenosiły ją samoloty Dornier Do 217 i Heinkel He 177 wyposażone w aparaturę przeznaczoną do kierowania bombą.

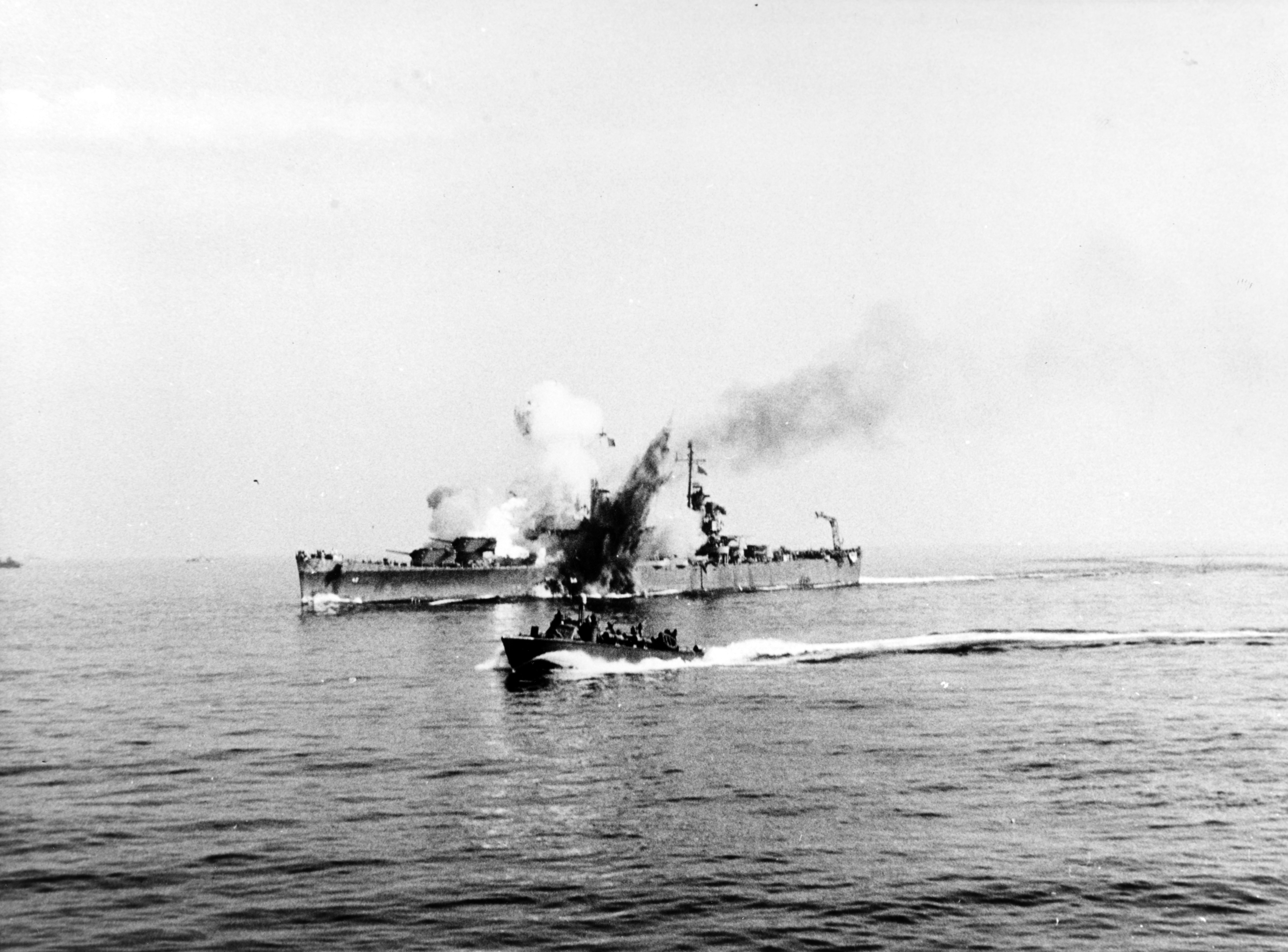
USS „Savannah” trafiony przez bombę Fritz X podczas desantu pod Salerno, na pierwszym planie widoczny jest kuter torpedowy typu PT. Zdjęcie wykonano 11 września 1943

Częścią bojową bomby Fritz X była bomba PC 1400. Była to bomba przeciwpancerna, która dzięki grubościennemu korpusowi mogła przy zrzucie z wysokości 6000 metrów przebić pancerz stalowy o grubości 130 mm. Korpus bomby zawierał 320 kg materiału wybuchowego pobudzanego zapalnikiem uderzeniowym działającym z krótką zwłoką. Do części bojowej przymocowane były cztery skrzydła trapezowe o rozpiętości około 1,35 metra, a od tyłu pojemnik mieszczący aparaturę sterowania i przymocowany do niego statecznik. Zakończenie pojemnika z aparaturą elektroniczną mieściło smugacz lub silną lampę ułatwiająca śledzenie spadającej bomby. Zmianę toru lotu powodowały interceptory umieszczone na stateczniku. Dwa z nich zarządzały kierunkiem, dwa donośnością, a dwa zapobiegały obrotom bomby wokół osi podłużnej. Pierwszymi dwiema parami interceptorów sterowały sygnały wysyłane z samolotu, trzecia para była sterowana automatycznie przez żyroskop zainstalowany w bombie.
Bomba PC 1400 X była zrzucana z wysokości 4000–7000 metrów. Pierwsza faza ataku była identyczna jak przy bombardowaniu zwykłymi bombami lotniczymi. Bomba była zrzucana po wycelowaniu przy pomocy celownika bombowego i początkowo spadała po torze balistycznym. W tym samym czasie samolot zwalniał i zaczynał się wznosić, dzięki czemu zmniejszano błędy wywołane przez paralaksę. Około 15 sekund po zrzucie bomby bombardier rozpoczynał korekcję toru bomby, starając się nałożyć smugacz bomby na cel. Operator kierował bombą przy pomocy dźwigni aparatury zainstalowanej w samolocie. Komendy sterujące były przesyłane do bomby przy pomocy fal radiowych. Opracowano także wersję bomby kierowaną za pośrednictwem rozwijanych ze szpul przewodów o długości 8–10 km, ale nie została ona użyta bojowo.
Najbardziej znaną operacją, w czasie której zastosowano bomby Fritz X, był przeprowadzony 9 września 1943 atak samolotów Do-217 z Kampfgeschwader 100 na włoskie pancerniki „Roma” i „Italia”. W jego wyniku pierwszy z nich zatonął, a drugi został poważnie uszkodzony. Bomby Fritz-X zostały także użyte przeciw okrętom wspierającym aliancki desant na Sycylię. Uszkodziły wówczas pancernik HMS „Warspite” oraz krążowniki: HMS „Uganda”, USS „Philadelphia” i USS „Savannah”.
Sposób naprowadzania bomby Fritz X sprawiał, że była ona trudna w użyciu. Możliwość korekcji trajektorii bomby tylko w końcowej fazie opadania wymagała wysokich kwalifikacji od operatora, a konieczność wolnego, prostoliniowego lotu po zrzucie bomby narażał samolot na zestrzelenie. Wadą była także możliwość użycia wyłącznie w dobrych warunkach atmosferycznych. Dlatego rozpoczęto prace nad wersjami tej bomby naprowadzanymi w odmienny sposób – planowano między innymi zastosowanie telewizyjnej obserwacji celu.
Wyprodukowano ponad 200 bomb Fritz X planując ich użycie w czasie oczekiwanej inwazji na kontynentalną Europę, ale w momencie rozpoczęcia operacji „Overlord” alianci mieli praktycznie całkowitą przewagę w powietrzu, a większość okrętów posiadała już urządzenia zakłócające, więc bomby Fritz X nie odegrały większej roli.

## Galeria

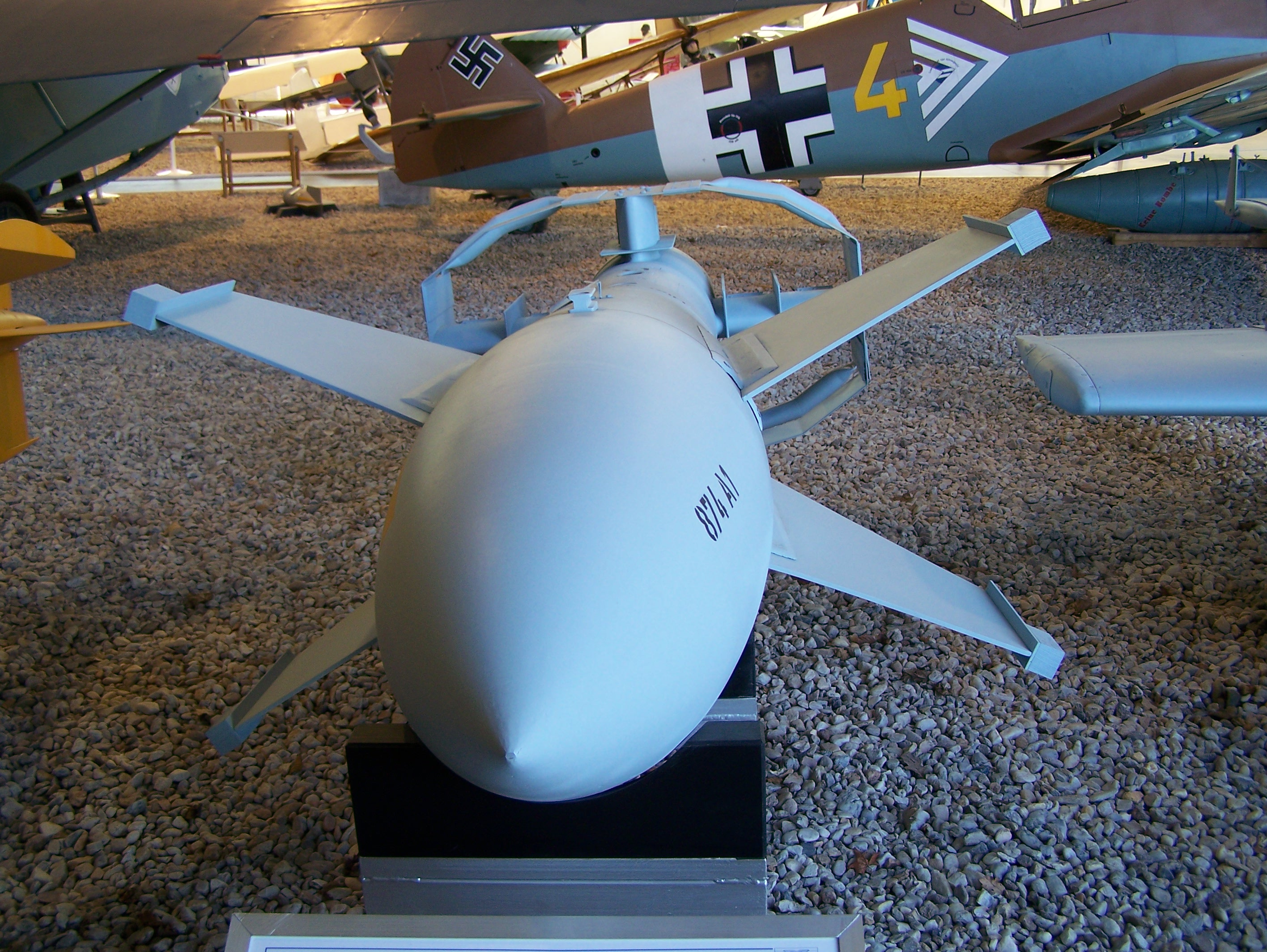
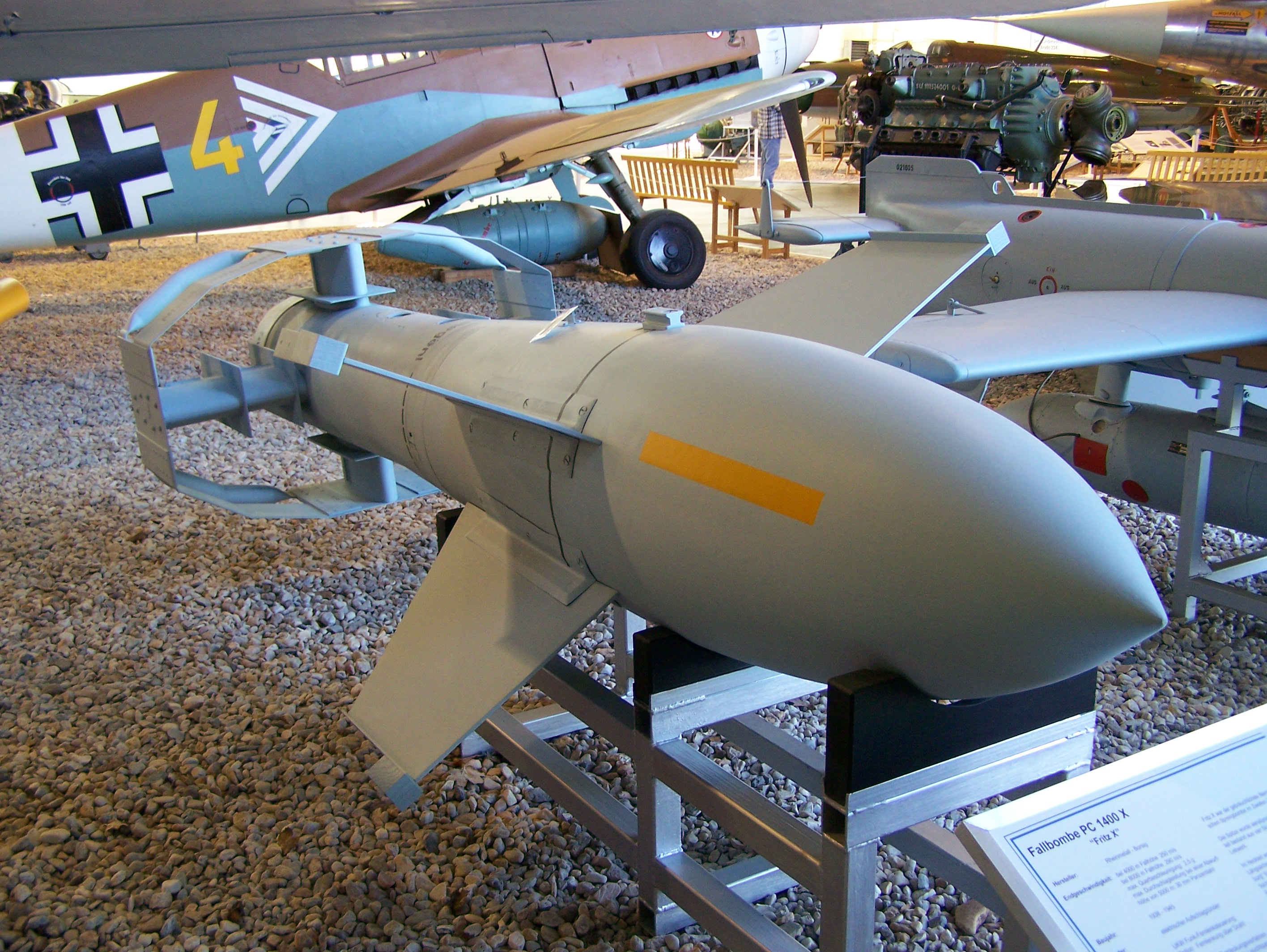
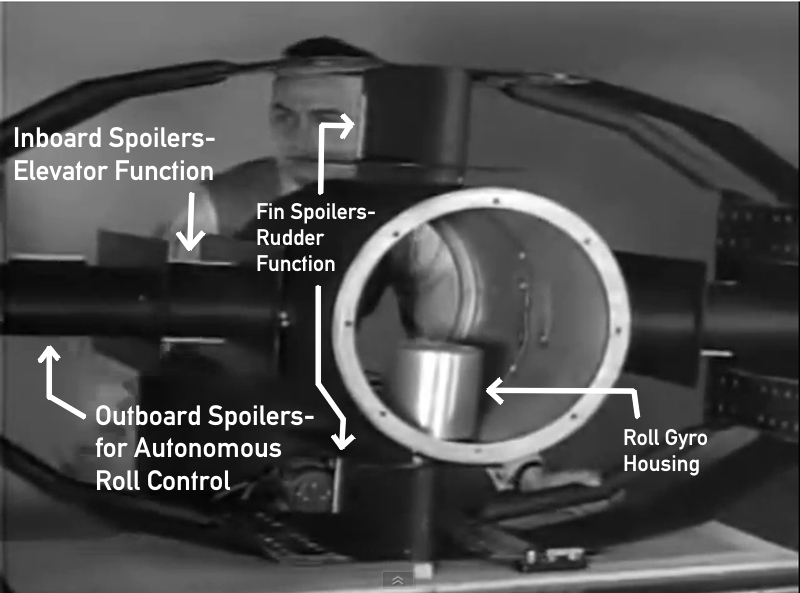
System kontrolny
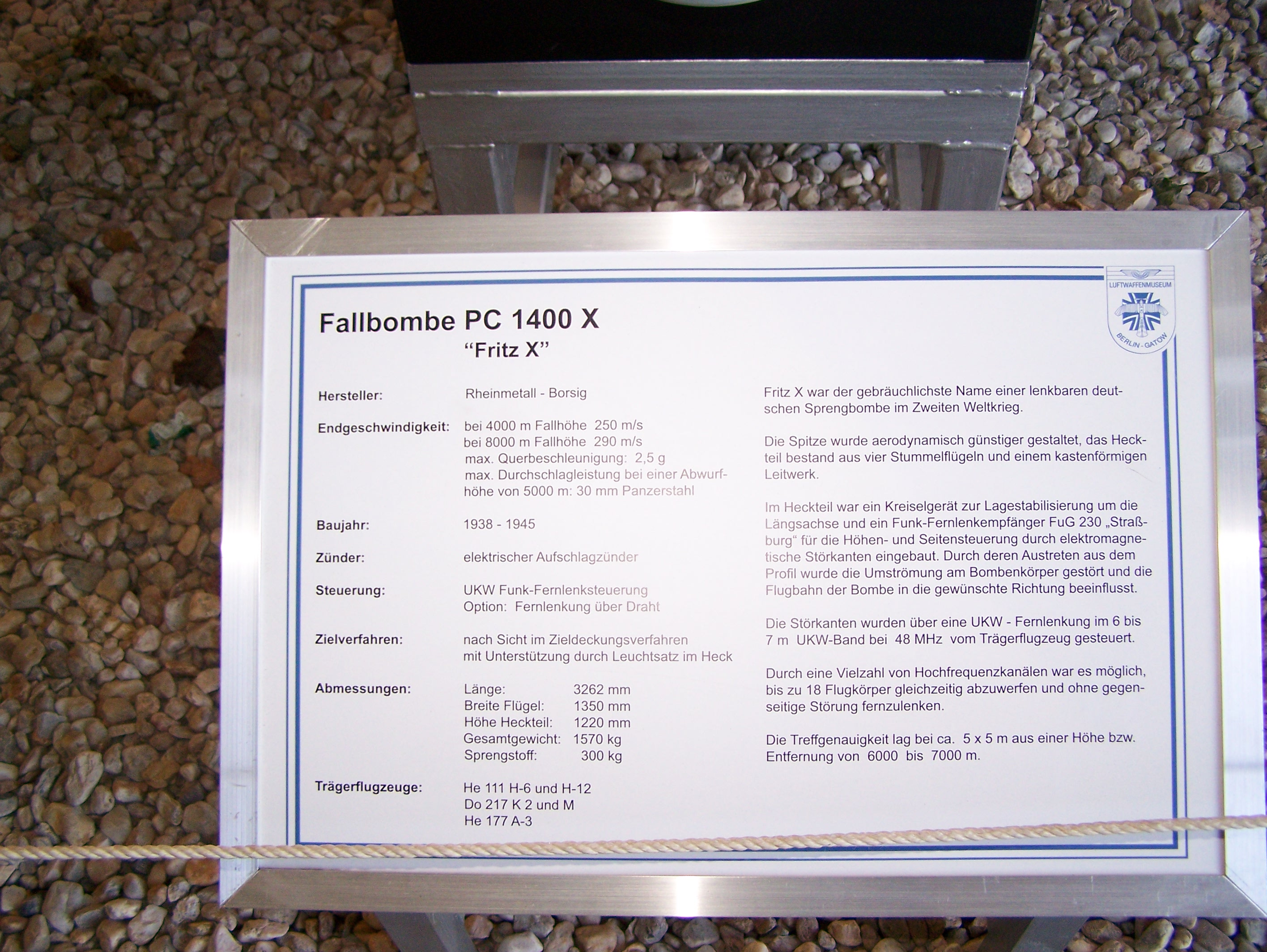
Specyfikacja